# Tupac Shakur
Tupac Shakur (East Harlem, Nova York, 16 de juny de 1971 - Las Vegas, 13 de setembre de 1996) també conegut com a 2Pac o simplement Tupac, va ser un raper estatunidenc, considerat com l'artista del seu gènere amb major quantitat de discos venuts de rap a escala mundial. Va vendre més de 75 milions de discos en tot el món fins a l'any 2009, esdevenint un dels rapers amb majors vendes en el món. La revista Rolling Stone el va situar el primer en la seua llista dels millors rapers de tots els temps. Les seues lletres se centren sobretot per créixer al voltant de la violència, la pobresa, els abusos cap a la dona, les dificultats dels barris i missatges d'igualtat racial. Inicialment, Shakur va estar de gira i era ballarí de suport del grup de hip-hop alternatiu Digital Underground.
2Pac es va convertir en el blanc de demandes i problemes legals. Va rebre cinc trets i va ser robat al vestíbul d'un estudi de gravació de la Productora Bad Boy Records a Nova York. Després d'això, Shakur va començar a sospitar que altres figures de la indústria del rap tenien coneixement previ de l'atac i que no li havien advertit, pel qual la controvèrsia d'aquest tema va contribuir al fet que es desencadenés la rivalitat entre les costes Est i Oest dels Estats Units. Posteriorment, Tupac va ser condemnat per agressió sexual, sentenciat entre un any i mig i quatre anys i mig de presó. Després de complir vuit mesos, el conseller delegat de Death Row Records, Marion "Suge" Knight, va pagar la fiança i el raper va eixir de la presó. A canvi de l'ajuda econòmica de Suge, 2Pac va accedir a gravar tres àlbums sota el segell de Death Row. Finalment, es va demostrar la innocència de Shakur sobre els fets anteriors.
La nit del 7 de setembre de 1996, va patir tres ferides de bala en un tiroteig des d'un cotxe a l'Àrea Metropolitana de Las Vegas, Nevada. A causa de les ferides, va morir sis dies després d'insuficiència respiratòria i aturada cardiorespiratòria al Centre Mèdic Universitari de Las Vegas.
El 2003, va ser votat en primera posició pels teleespectadors en el "MTV's 22 Greatest MCs". i a l'any següent, la revista Vibe el va denominar com el millor raper de tots els temps. Tupac continua sent una referent del rap a escala mundial i un gran exemple a seguir per als nous rapers de dècades posteriors.

## Primers anys de vida
Shakur va néixer el 16 de juny de 1971 a l'Est de Harlem, un barri de Manhattan a la ciutat de Nova York. El seu nom de naixement és Lesane Parish Crooks, però el 1972, va ser reanomenat en honor de Túpac Amaru II, un peruà revolucionari del segle xviii, que va ser executat després de dirigir un aixecament indígena contra l'Imperi Espanyol. Shakur era afroamericà.
La seva mare Afeni Shakur (nascuda Alice Faye Williams a Carolina del Nord) i el seu pare Billy Garland eren membres actius de les Panteres Negres de Nova York entre els anys 1960 i 1970. Lesane va néixer just un mes després que la seva mare fos absolta de més 150 càrrecs per una “Conspiració contra el govern dels Estats Units i Nova York” al judici del cas “Panther 21”.
Molta gent de la vida de Shakur estava involucrada en la “Black Liberation Army”, i alguns van ser fins i tot condemnats i empresonats per actes criminals seriosos, incloent-hi la seva mare. El seu padrí, Elmer “Geronimo” Pratt, un conegut Pantera Negra, va ser condemnat per assassinar la professora d'una escola durant un robatori l'any 1982.
Shakur tenia un germanastre major, Mopreme “Komani” Shakur, i una mig germana, Sekyiwa, dos anys més petita. Mopreme va participar en moltes cançons d'en Tupac. El 1986, la seva família va traslladar-se a Baltimore, Maryland. Després de completar el seu segon any a la Paul Laurence Dunbar High School, va canviar-se a la Baltimore School for the Arts. Allí va estudiar actuació, poesia, jazz i ballet. Va participar en obres de Shakespeare i en el paper de Rei Ratolí al ballet El Trencanous. Shakur, acompanyat d'un dels seus amics, Dana “Mouse” Smith, va guanyar moltes competicions i va esdevenir el millor raper de la seva escola. Se’l recorda com un dels nois més populars de la seva escola pel seu sentit de l'humor, el seu talent com a raper, i la seva manera de caure bé a tothom.
Shakur va desenvolupar una gran amistat amb Jada Pinkett (més tard Jada Pinkett Smith) que va durar fins a la seva mort. En el documental Tupac:Resurrection, Shakur diu, “Jada té el meu cor. Ella serà amiga meva durant tota la meva vida”. Pinkett Smith l'anomena “un dels seus millors amics. Ell era com un germà per a mi. Era més que amistat, per a nosaltres. És molt difícil aconseguir una relació com la que teniem”: Un poema escrit per Shakur, anomenat “Jada”, apareix en el seu llibre, The Rose That Grew from Concrete, que també inclou un poema dedicat a la Jada anomenat “The Tears in Cupid's Eyes.” Durant el seu temps a l'escola d'art, Shakur es va unir a la lliga comunista de Baltimore, i també va tenir una petita relació amb la filla del director del Partit Comunista dels Estats Units local.
El 1988, Shakur i la seva família van traslladar-se a Marin City, California, una comunitat suburbana prop de San Francisco. Allà va anar a la Tamalpais High School. Shakour va contribuir al departament de drama de l'escola participant en diverses produccions. En una classe d'anglès, Shakur va escriure un paper, “Conquering All Obstacles”, en el qual deia: “our raps, not the sorry story raps everyone is so tired of. They are about what happens in the real world. Our goal is [to] have people relate to our raps, making it easier to see what really is happening out there. Even more important, what we may do to better our world.” Va començar a assistir a les classes de poesia de la Leila Steinberg l'any 1989. Aquell mateix any, Steunberg va organitzar un concert amb el grup de Shakur de llavors, “Strictly Dope”, que va fer que aconseguís feina com a ballarí per al grup de hip hop Digital Underground l'any 1990.

## Carrera cinematogràfica
La primera aparició cinematogràfica de Shakur va ser en la pel·lícula de 1991 Embolics i més embolics, un cameo de Digital Underground. L'any 1992, va aparèixer a Juice, en què feia el paper del personatge fictici Roland Bishop, un individu inquietant. El crític de cinema de Rolling Stone Peter Travers el va considerar "la figura més magnètica de la pel·lícula".
L'any 1993, Shakur va protagonitzar, juntament amb Janet Jackson la pel·lícula romàntica de John Singleton Justícia poètica. Singleton el va acomiadar posteriorment de la pel·lícula de 1995 Higher Learning, ja que l'estudi no volia finançar la pel·lícula a causa de la seva detenció. Per al paper protagonista en l'eventural pel·lícula de 2001 Baby Boy, personatge fet per Tyrese Gibson, originalment Singleton tenia Shakur en ment. Finalment, l'escenografia va incloure un mural de Shakur en l'habitació del protagonista, i la banda sonora de la pel·lícula va incloure la cançó de Shakur "Hail Mary".
El director Allen Hughes havia agafat Shakur per fer de Sharif en la pel·lícula de 1993 Menace II Society, però el va substituir quan Shakur el va assaltar en el rodatge per una discrepància amb el guió. Tanmateix, al 2013, Hughes va considerar que Shakur li hagués donat mil voltes als altres actors "ja que [Shakur] era més gran que la pel·lícula".
Shakur va fer el personatge d'un gàngster anomenat Birdie en la pel·lícula de 1994 Above the Rim. Segons algunes fonts, aquell personatge estava inspirat en l'antic traficant de droga de Nova York Jacques "Haitian Jack" Agnant, que s'encarregava de promocionar rapers. Li van presentar Shakur en una discoteca de Queens. Segons s'ha afirmat, B.I.G. li va recomanar a Shakur d'evitar-lo, però Shakur no li va fer. A través de Haitian Jack, Shakur va conèixer James "Jimmy Henchman" Rosemond, també un traficant que també feia de gerent musical.
Poc després de la mort de Shakur, es van estrenar tres pel·lícules més protagonitzades per Shakur, Bullet (1996), Gridlock'd (1997), i L'ombra dels culpables (1997).

## Discografia
Àlbums d'estudi
- 1991: 2Pacalypse Now
- 1993: Strictly 4 My N.I.G.G.A.Z...
- 1994: Thug Life: Volume 1 (en Thug Life)
- 1995: Me Against the World
- 1996: All Eyez on Me
- 1996: The Don Killuminati: The 7 Day Theory

Àlbums pòstums
- 1997: R U Still Down? (Remember Me)
- 2001: Until the End of Time
- 2002: Better Dayz
- 2004: Loyal to the Game
- 2006: Pac's Life

Àlbums de col·laboració
- Thug Life: Volume 1 (en Thug Life) (1994)

Posthumous collaboration albums
- Still I Rise (en Outlawz) (1999)

Live albums
- 2Pac Live (2004)
- Live at the House of Blues (2005)

## Filmografia
| Any  | Títol                                 | Personatges              | Notes                                                        |
| ---- | ------------------------------------- | ------------------------ | ------------------------------------------------------------ |
| 1991 | Nothing but Trouble                   | Ell mateix               | (Brief Appearance). Com a part del grup Digital Underground. |
| 1992 | Juice                                 | Roland Bishop            | Primer paper protagonista                                    |
| 1993 | Poetic Justice                        | Lucky                    | Protagonitzat amb Janet Jackson                              |
| 1994 | Above the Rim                         | Birdie                   | Protagonitzat amb Duane Martin                               |
| 1995 | Murder Was the Case: The Movie        | Sniper                   | (Uncredited). Segment "Natural Born Killaz".                 |
| 1996 | Bullet                                | Tank                     | Publicat un mes després de la mort de Shakur                 |
| 1997 | Gridlock'd                            | Ezekiel 'Spoon' Whitmore | Publicat quatre mesos després de la mort de Shakur           |
| 1997 | L'ombra dels culpables (Gang Related) | Detectiu Jake Rodriguez  | Darrera actuació de Shakur en una pel·lícula                 |

### Representacions de cinema
| Any  | Títol                  | Representat per | Notes                                            |
| ---- | ---------------------- | --------------- | ------------------------------------------------ |
| 2009 | Notorious              | Anthony Mackie  | Pel·lícula biogràfica sobre The Notorious B.I.G. |
| 2015 | Straight Outta Compton | Marcc Rose      | Pel·lícula biogràfica sobre N.W.A                |

### Documentals
La vida del cantant Shakur ha sigut reconeguda en grans documentals, mostrant els diferents esdeveniments durant la seua curta vida.
El documental que especialment reconeix la vida de Tupac es titula: Tupac: Resurrection publicat el 14 de novembre de 2003, que va ser gravat sota la supervisió d'Afeni Shakur i narrat amb la veu del mateix Tupac. La pel·lícula va ser nominada al millor documental el 2005 por els Premis de l'Acadèmia (Óscar).
- 1997: Tupac Shakur: Thug Immortal
- 1997: Tupac Shakur: Words Never Die (TV)
- 2001: Tupac Shakur: Before I Wake...
- 2001: Welcome to Deathrow
- 2002: Tupac Shakur: Thug Angel: The Life of an Outlaw
- 2002: Biggie & Tupac
- 2002: Tha Westside
- 2003: 2Pac 4 Ever
- 2003: Tupac: Resurrection
- 2004: Tupac vs.
- 2004: Tupac: The Hip Hop Genius (TV)
- 2006: So Many Years, So Many Tears
- 2007: Tupac: Assassination
- 2009: Tupac: Assassination II: Reckoning
- 2010: 2Pac Shakur: Shakurspeare
- 2013: Lokotam Hildrid II